# Kiyokata Kaburagi
Kiyokata Kaburagi (jap. 鏑木 清方 Kaburagi Kiyokata), właśc. Ken’ichi Kaburagi (jap. 鏑木 健一 Kaburagi Ken’ichi); ur. 31 sierpnia 1878 w Chiyoda (Tokio), zm. 3 marca 1972 w Kamakurze – japoński malarz.
Urodził się w rodzinie artystycznej. Jego ojciec, Saigiku Jōno, był dramaturgiem i założycielem, redaktorem naczelnym dziennika Tōkyō Nichi-nichi Shimbun (ob. Mainichi Shimbun). Rodzina przyjaźniła się z wieloma malarzami, pisarzami i aktorami, a jej sąsiadem był drzeworytnik Hiroshige Utagawa III (1866–1908). W wieku 9 lat Kaburagi rozpoczął naukę u malarza Toshikaty Mizuno, a później u artysty ukiyo-e Yoshitoshiego Taiso (1839–1892). Karierę zaczynał jako ilustrator w gazetach, później zdobył sobie sławę jako twórca ukiyo-e. Szczególną sławę przyniosły mu obrazki przedstawiające wizerunki pięknych kobiet (bijinga). W 1929 roku został członkiem Cesarskiej Akademii Sztuki (Teikoku Bijutsu-in).
W 1954 roku został odznaczony Orderem Kultury.